# 森本英香
森本 英香（もりもと ひでか、男性、1957年1月4日 - ）は、日本の環境官僚。元環境事務次官。

## 経歴・人物
大阪府守口市出身。灘高等学校、東京大学法学部第1類（私法コース）・第3類（政治コース）卒業。国家公務員上級甲種試験（法律）を受験し、1981年に環境庁（当時）へ入庁。環境省、経済産業省、内閣官房、ハワイ州にあるアメリカ合衆国の政策研究機関イースト・ウエスト・センター等に勤務。環境基本法等環境諸法律の制定・改正、石綿被害対策、水俣病対策、大気汚染対策など環境と健康にかかわる施策の実施や訴訟に携わった。
1996年、環境省と国際連合大学が共同で運営する地球環境パートナーシッププラザ（GEOC、東京都渋谷区）設立に関わり、1997年の第3回気候変動枠組条約締約国会議（地球温暖化防止京都会議）では議長秘書官を務めた。
環境省大臣官房秘書課長などを経て、2011年、内閣審議官、内閣官房原子力安全規制組織等改革準備室室長。
2012年9月19日、原子力規制庁次長に就任した。同年12月13日、原子力安全基盤機構に委託した原子力事故時の放射性物質の拡散予測の結果に誤りがあるか確認するよう指示せず、17の日本の原子力発電所のデータに間違いがあったことから、金子修一原子力防災課長らと、厳重注意処分を受けた。
2014年7月8日、環境省大臣官房長に就任した。
2017年7月14日、環境事務次官に就任した。
地球温暖化、里山保全等環境に関する著作がある。東海大学法科大学院で「環境法」「環境と法」、立教大学大学院異文化コミュニケーション研究科で「環境政策特論」の授業を担当した。
2019年7月9日、環境事務次官を退任。同年10月1日、辻・本郷税理士法人顧問。同年11月1日、住友林業株式会社顧問。
2020年1月、ドリームインキュベータ特別顧問、ANAホールディングス参与。
2020年4月、株式会社フルタイムシステム営業推進顧問、高砂熱学工業株式会社顧問、早稲田大学法学部教授、東京経済大学客員教授。
2020年6月、一般財団法人持続性推進機構 理事長に就任した。同月ドリームインキュベータ補欠の監査等委員である取締役。同年7月、株式会社エンビプロ・ホールディングス 顧問に就任した。同年10月アイペットホールディングス株式会社顧問。2021年6月高砂熱学工業株式会社取締役。2022年3月株式会社INPEX社外取締役。